# Lelu (Estland)
Lelu (Duits: Lello) is een plaats in de Estlandse gemeente Hiiumaa, provincie Hiiumaa. De plaats heeft de status van dorp (Estisch: küla).
Tot in oktober 2017 behoorde Lelu tot de gemeente Käina. In die maand werd Käina bij de fusiegemeente Hiiumaa gevoegd.

## Bevolking
De ontwikkeling van het aantal inwoners blijkt uit het volgende staatje:
| Jaar            | 2000 | 2011 | 2021 |
| --------------- | ---- | ---- | ---- |
| Aantal inwoners | 50   | 47   | 30   |

## Geschiedenis
De plaats werd voor het eerst genoemd in 1565 onder de naam Lello Petter, een boerderij in de Wacke Waimel (Vaemla). Een Wacke was een administratieve eenheid voor een groep boeren met gezamenlijke verplichtingen. In 1688 werd Waimel een landgoed. In 1699 was Lelu onder de naam Lelloby een dorp; in 1798 heette het Lello. Kerkelijk viel het dorp onder de lutherse parochie van Emmaste. In de jaren 1884-1890 werd in het buurdorp Taterma de Russisch-orthodoxe Kerk van de Geboorte van de Moeder Gods (Jumalasünnitaja sündimise kirik) gebouwd. Het is de enige nog functionerende orthodoxe kerk op het eiland Hiiumaa.